# Chrám svatého Jana Křtitele (Prešov)
Katedrální Chrám svatého Jana Křtitele v Prešově je řeckokatolickou metropolitní katedrálou.
Už v 14. století stála v Prešově kaple, sloužící pro potřeby sousedního špitálu. V 14. století byla přebudována na chrám zasvěcený Panně Marii. V r. 1603 se chrám stal majetkem minoritů. Z jejich působení byl v letech 1753–1754 přebudován do dnešní zbarokizováné podoby. Hlavním stavitelem byl Gašpar Urlespacher. V roce 1865 byla zvýšena věž. K lodi byly připojeny dvě boční kaple. V novém vstupu do chrámu byla přistavěna třetí kaple (farní).
Po vytvoření Prešovské eparchie v roce 1818 se chrám stal katedrálou. Biskup Jozef Gaganec v r. 1846-1848 chrám přizpůsobil východnímu obřadu.
V chrámu se nacházejí relikvie blažených Pavla Petra Gojdiče a Vasila Hopka, věrná kopie Turínského plátna, a relikvie svatého Kříže.
Při povýšení Prešovské eparchie na arcibiskupství v roce 2008 se katedrála stala metropolitní.